# Iva Toguri D’Aquino
Iva Toguri D'Aquino (Los Ángeles, 4 de julio de 1916 - Chicago, 26 de septiembre de 2006) fue una mujer estadounidense de origen japonés que participó en las transmisiones de propaganda en inglés emitidas por Radio Tokio a los soldados Aliados en el Pacífico Sur durante la Segunda Guerra Mundial, en el programa de radio La Hora Cero. Toguri se autodenominó la huérfana Ann, pero rápidamente fue identificada con el nombre «Rosa de Tokio», que fue acuñado por los soldados aliados y que precedió a sus transmisiones. Después de la derrota japonesa, Toguri fue detenida por un año por las Fuerzas Armadas de los Estados Unidos, antes de ser liberada por falta de pruebas. Los oficiales del Departamento de Justicia coincidieron en que sus transmisiones eran «inofensivas», pero cuando Toguri intentó regresar a los Estados Unidos, se desató un gran escándalo entre la población, lo cual incitó al FBI a reanudar su investigación de las actividades de Toguri durante la guerra. Toguri recibió un indulto en 1977 de parte del presidente Gerald Ford.

## Biografía
Iva Ikuko Toguri (戸栗郁子 アイバ Toguri Ikuko Aiba?) nació en Los Ángeles, siendo la hija de inmigrantes japoneses. Su padre, Jun Toguri, había llegado a los Estados Unidos en 1899, y su madre, Fumi, en 1913. Iva era una Girl Scout, y fue criada bajo el cristianismo. Asistió a grammar schools en México y San Diego, antes de regresar con su familia para completar su educación en Los Ángeles, donde también asistió a la secundaria. Toguri se graduó de la Universidad de California en 1940, con un título en zoología. En 1940 se registró para votar como una Republicana.
El 5 de julio de 1941, Toguri viajó a Japón desde San Pedro, en Los Ángeles, para visitar a un pariente enfermo. El Departamento de Estado le dio un Certificado de Identidad ya que no tenía pasaporte. En agosto, Toguri apeló al Vicecónsul de los Estados Unidos en Japón por un pasaporte, declarando que deseaba regresar a su hogar en los Estados Unidos. Su pedido fue enviado al Departamento de Estado, pero debido al ataque a Pearl Harbor el 7 de diciembre de 1941, se negaron a certificar sus ciudadanía en 1942.

## La Hora Cero

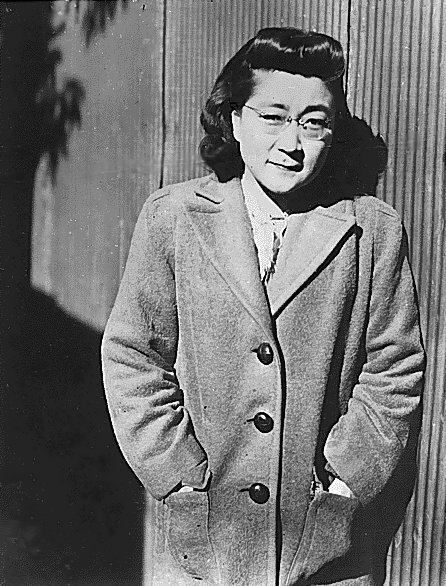
Toguri en diciembre de 1944 en Radio Tokio.

Toguri fue presionada por el gobierno central japonés a renunciar a su ciudadanía estadounidense debido a su creciente intervención en la Guerra del Pacífico, al igual que con otros estadounidenses en territorio japonés. Ella se negó a hacerlo, y por ello fue declarada un enemigo extranjero, denegándosele una tarjeta de racionamiento. Para sobrevivir encontró trabajo como mecanografa en una agencia de noticias japonesa, y eventualmente llegó a trabajar en un puesto similar para Radio Tokio.
En noviembre de 1943, los prisioneros de guerra aliados fueron forzados a transmitir propaganda, y la eligieron para ser la anfitriona de algunas partes del programa de radio de una hora La Hora Cero. Su productor era Charles Cousens, Comandante del Ejército Real Australiano, quien ya tenía experiencia y había sido capturado en la Batalla de Singapur. Cousens había sido obligado a trabajar en las emisiones de radio, y trabajó con el Capitán del Ejército de los Estados Unidos Wallace Ince y el teniente del Ejército Filipino Normando Ildefonso "Norman" Reyes. Toguri ya había arriesgado su vida previamente enviando comida en el campo de prisioneros de guerra cercano, donde Cousens e Ince eran retenidos, ganando la confianza de los reclusos. Toguri se negó a transmitir propaganda antiestadounidense, pero tanto el Comandante Cousens como el Capitán Ince le aseguraron que no escribirían guiones en los que tuviera que decir algo contra los Estados Unidos. Siendo fieles a su palabra, no se encontró este tipo de propaganda en sus transmisiones. De hecho, después de que estuviera al aire en noviembre de 1943, ella y Cousens intentaron hacer de las emisiones una farsa. Los oficiales de propaganda japoneses tenían poca sensibilidad por sus matices y doble sentido.
Toguri participó en sketches de comedia y presentaba música grabada, pero nunca participó en un noticiario real, con un tiempo al hablando al aire generalmente de cerca de 2 a 3 minutos. Recibía únicamente 150 yenes al mes, cerca de $7, pero usó algunas de sus ganancias para alimentar a prisioneros de guerra, enviando comida en secreto como lo hacía antes. Ella direccionaba la mayoría de sus comentarios hacia sus compatriotas estadounidenses («mis compañeros huérfanos»), usando jerga estadounidense y poniendo música americana. En ningún momento Toguri se llamó a sí misma «Rosa de Tokio» durante la guerra, y en efecto no hay evidencia de que otro locutor lo haya hecho.